# Pannawonica
Pannawonica – miasto w Australii, w stanie Australia Zachodnia.